# Conus baileyi
Conus baileyi é uma espécie de gastrópode do gênero Conus, pertencente à família Conidae.